# Desmond Ridder
Desmond Ridder (Louisville, 31 agosto 1999) è un giocatore di football americano statunitense che milita nel ruolo di quarterback per i Cincinnati Bengals della National Football League (NFL).

## Carriera

### Atlanta Falcons
Al college Ridder giocò a football all'Università di Cincinnati. Fu scelto dagli Atlanta Falcons nel corso del terzo giro (74º assoluto) del Draft NFL 2022, il secondo quarterback selezionato dopo Kenny Pickett. Dopo essere stato la riserva del veterano Marcus Mariota nei primi 13 turni, all'alba della partita della settimana 15 fu nominato titolare. Contro i New Orleans Saints nella sua prima partita faticò, completando 13 passaggi su 26 per 97 yard e un passer rating di 59,3. Vinse la sua prima partita nel penultimo turno contro gli Arizona Cardinals in cui passò 169 yard. Nell'ultima settimana passò i suoi primi due touchdown, chiudendo la gara vinta contro i Tampa Bay Buccaneers con 224 yard passate. La sua stagione da rookie si chiuse con 708 yard passate, 2 touchdown e nessun intercetto subito in 4 presenze.
Nel 2023 Ridder fu nominato quarterback titolare per l'inizio della stagione regolare che si aprì con una vittoria sui Carolina Panthers in cui i Falcons impostarono la gara sulle corse di Bijan Robinson e Tyler Allgeier. Fu la prima vittoria nel primo turno per Atlanta dal 2017. La settimana successiva portò i Falcons a rimontare uno svantaggio di 12 punti nel quarto periodo e a battere i Green Bay Packers per 25-24. La sua gara si concluse con 237 yard passate, un touchdown e un intercetto. Dopo una cattiva prestazione nel quarto turno che portò i media a considerare un cambio di quarterback per i Falcons, si riprese la settimana successiva passando per la prima volta oltre 300 yard, con un touchdown passato e uno segnato su corsa nella vittoria sugli Houston Texans. Nella settimana 6 Ridder subì la prima sconfitta in carriera in casa tra college football e professionisti, perdendo contro i Washington Commanders una gara in cui subì tre intercetti. Due settimane dopo fu messo in panchina alla fine del primo tempo in favore di Taylor Heinicke, dopo che aveva passato 71 yard, subito 5 sack e perso il dodicesimo pallone della sua stagione, il massimo della NFL fino a quel momento. Tre giorni dopo Heinicke fu nominato nuovo titolare. Ridder gli subentrò nel finale del decimo turno a causa di un infortunio passando 39 yard e segnando un touchdown su corsa da 9 yard nella sconfitta con gli Arizona Cardinals. Heinicke continuò a partire titolare nelle settimane successive ma ottenne scarso successo, così Ridder tornò titolare nel tredicesimo turno vinto contro i New York Jets. Nella settimana 14 passò un nuovo primato personale di 347 yard ma i Falcons, privi di numerosi titolari, furono sconfitti nel finale dai Tampa Bay Buccaneers. Dopo un'altra sconfitta nel turno successivo contro i Panthers, la squadra con il peggior record della NFL, Heinicke fu nuovamente nominato titolare. Questi si infortunò prima dell'ultimo turno e Ridder tornò il partente nella sconfitta dell'ultimo turno contro i New Orleans Saints. Chiuse la sua seconda stagione da professionista con 15 presenze, 13 da titolare, lanciando per 2 836 yard, 12 touchdown, 12 intercetti e 7 fumble persi per un passer rating di 83,4, a cui aggiunse 192 yard guadagnate su corsa e 5 touchdown.

### Arizona Cardinals
Il 14 marzo 2024 Ridder fu scambiato con gli Arizona Cardinals per Rondale Moore. Fu svincolato il 27 agosto 2024 prima dell'inizio della stagione regolare dopo che gli fu preferito Clayton Tune per il ruolo di prima riserva di Kyler Murray. Il giorno successivo rifirmò con la squadra di allenamento.

### Las Vegas Raiders
Il 22 ottobre 2024 Ridder firmó con i Las Vegas Raiders per fungere da riserva di Gardner Minshew, dopo l'infortunio dell'altro quarterback Aidan O'Connell due giorni prima. Debuttò con la nuova maglia rilevando Minshew nel terzo quarto del nono turno a risultato ampiamente compromesso contro i Cincinnati Bengals, passando un touchdown. Tornó in campo nella gara del dodicesimo turno, la sconfitta 19-29 contro i Denver Broncos, sostituendo nelle ultime azioni di gara Minshew infortunatosi ad una clavicola. Nella gara del quattordicesimo turno contro i Tampa Bay Buccaneers, Ridder fu chiamato nuovamente in campo per sostituire nell'ultimo quarto di gioco, sul punteggio di 10-14 per gli avversari, il titolare O'Connell costretto ad uscire per un colpo rimediato al ginocchio sinistro. Concluse la gara, terminata con una sconfitta 13-28, con 12 lanci completati su 18 tentati per 101 yard, nessun touchdown né intercetti, per un passer rating di 81,0. Ridder giocò da titolare la gara del quindicesimo turno contro la sua ex squadra, gli Atlanta Falcons, incontro in cui completò 23 passaggi su 38 tentati per 208 yard, un touchdown e due intercetti, subendo tre sack dagli avversari che si imposero per 9 a 15. Chiuse la stagione con sei presenze, di cui una come titolare, con 52 passaggi completati su 85 tentati (61,2%) per 458 yard, due touchdown, due intercetti e un passer rating di 73,6.

### Cincinnati Bengals
Il 20 luglio 2025 Ridder firmò con i Cincinnati Bengals, tornando nella città dove aveva giocato al college, per giocarsi il ruolo di riserva di Joe Burrow.

## Statistiche

### Stagione regolare
| 2022   | ATL    | 4  | 4  | 73  | 115 | 63,5 | 708   | 6,2 | 40 | 2  | 0  | 86,4 | 16 | 64  | 4,0 | 18 | 0 | 9  | 33  | 3  | 2  | 2-2-0  |
| 2023   | ATL    | 15 | 13 | 249 | 388 | 64,2 | 2 836 | 7,3 | 71 | 12 | 12 | 83,4 | 53 | 193 | 3,6 | 23 | 5 | 31 | 197 | 12 | 7  | 6-7-0  |
| 2024   | LV     | 6  | 1  | 52  | 85  | 61,2 | 458   | 5,4 | 28 | 2  | 2  | 73,6 | 9  | 36  | 4,0 | 11 | 0 | 10 | 64  | 3  | 2  | 0-1-0  |
| Totale | Totale | 25 | 18 | 374 | 588 | 63,6 | 4 002 | 6,8 | 71 | 16 | 14 | 82,6 | 78 | 283 | 3,8 | 23 | 5 | 50 | 294 | 18 | 11 | 8-10-0 |

Fonte: Pro Football Reference